# 幸福观鸟
《幸福观鸟》是わらびもちきなこ所创作的日本漫画作品，体裁为四格漫画，本作于芳文社下属《Manga Time Kirara》杂志在2020年7月号至9月号中进行专题宣发，并于2020年11月开始于同刊物进行连载。
《Manga Time Kirara》為了紀念獨立創刊20週年，在2023年11月9日發售的《Manga Time Kirara》2023年12號刊中附贈特別小冊子，其中收錄由負責故事、繪製的《星靈感應》×《幸福賞鳥》合作漫畫。

## 剧情
就读于艺术大学的铃在决定要画的东西上遇到了困难。一次偶然的机会，她结识了观鸟爱好者小翼，并感受到小翼对于观鸟的热爱，于是铃开始画鸟。虽然铃是初学者，但她会开始观鸟了。

## 人物
宫内铃
就读于陆奥美术大学，是一名油画专业的2年级学生。性格天真开朗，很诚实。同时也是观鸟新手，因为小翼而开始观鸟，也关注了小翼的观鸟频道。
时庭翼
鸟类爱好者，和铃不就读于同一大学。从观察麻雀开始就一直开始观鸟。有自己的汽车。
今泉雏
翼的朋友，和翼就读于同一大学。能简单的认出鸟类。很富有，可以买得起双筒望远镜，知道翼的频道。
荒砥岬
铃在观鸟时认识的摄影系学生，是一位专门拍摄鸟类的摄影师。他的理念是捕捉自然状态下的鸟类，让它们不惧怕人或相机。会在社交媒体上发布鸟类照片，是翼的粉丝。并喜欢与本田小狼形状相似的摩托车。
梨乡彩
和铃在同一个教室学习的大学生，比铃大一岁。
大冢飞鸟
翼的朋友，观鸟老手。

## 所观测的鸟类
- 麻雀
- 普通翠鸟
- 鸦科（包含大嘴乌鸦、小嘴乌鸦）
- 鸭科（包含鸳鸯、绿头鸭、琵嘴鸭、绿翅鸭、白额雁、大天鹅、小天鹅）
- 鶺鴒科（包含灰鶺鴒、白鶺鴒、日本鹡鸰）
- 燕雀
- 鸫科（包含黃尾鴝）
- 山雀科（包含遠東山雀、煤山雀、褐头山雀、沼泽山雀）
- 啄木鸟科（包含小星头啄木鸟、绿啄木鸟）
- 鹰科（包含金雕、黑鸢、東方鵟、蒼鷹、雀鹰、白尾海雕）
- 隼科（包含游隼、紅隼）
- 鹟科（包含斑鸫）
- 长尾山雀科（包含北长尾山雀）
- 栗耳短脚鹎
- 云雀
- 日菲繡眼
- 鸠鸽科（包含原鸽、黑林鸽）
- 黑尾鸥
- 中贼鸥
- 白腹藍鶲
- 白腰雨燕
- 鹀属（包含灰头鹀、硫黄鹀）
- 暗绿背鸬鹚
- 角嘴海雀

## 书籍信息
《幸福观鸟》 芳文社《Manga Time Kirara》、2巻（截至2024年3月13日）
1. 2021年10月27日发售[10][11]、ISBN 978-4-8322-7318-4
2. 2022年12月26日发售[12]、ISBN 978-4-8322-7427-3
3. 2024年5月27日發售[13]、ISBN 978-4-8322-9549-0